# ラージャー (インドライオン)
ラージャー（RAJAH、2008年2月11日 - 2024年6月30日）は、神奈川県横浜市のよこはま動物園ズーラシアで生まれ、2014年からは神奈川県横浜市の野毛山動物園で飼育されていたオスのインドライオン。
入園料無料の動物園で親子3世代で訪れる家族も多く、横浜市民に親しまれている野毛山動物園では、愛嬌と美しさから世代を超えた人気があり、野毛山の王子と呼ばれた。

## 生涯
2008年2月11日 よこはま動物園ズーラシアで生まれる。
父はヨハン、母はウーマ。姉はガウリー、パールヴァティ、サティ。アンカーシュ、シャクティ、アニタ、モハンは異母兄弟。同日に生まれたオスの一頭は死亡していた。かなり身体が冷えていたことから飼育員による人工哺育となる。
建国記念日に生まれたことから、当初はケンちゃん、ケンケンなどと呼ばれていた。その後、よこはま動物園ズーラシアで愛称募集が行われ、スーラジ(ヒンディー語の「太陽」)、ドースト(ヒンディー語の「友だち」)、ラージャー(ヒンディー語の「王様」)の3つの候補からラージャーと名付けられた。
郵便局株式会社 南関東支社により発売された横浜市内の動物園３箇所の動物を題材としたオリジナルフレーム切手「絶滅の危機にある動物たちⅡ」にインドライオンとしてラージャーの幼少期の写真が使用される。（発行2008年12月12日）
よこはま動物園ズーラシアに設置されていた水堀（ウェットモート）に落ちる。電気柵などの対策がなされた後もラージャーには効果がなく、3回落ちてしまう。蝶を追いかけていたとも言われ、このことからおっちょこちょいと言われるようになる。次第にバックヤードに籠るようになり、バックヤードツアー以外で会えない幻のライオンとも言われた。
2014年よこはま動物園ズーラシアにアフリカサバンナがオープンする際、野毛山動物園にいたアフリカライオンが２頭よこはま動物園ズーラシアに移動。代わりにラージャーはモートのない野毛山動物園に移動。
毎年開催されていた誕生会には多くの人が駆けつけた。2014年度、野毛山動物園の入園者数は32年ぶりに100万人を超えている。2015年、共同募金のＰＲ大使を務めた。
飼育員により、ハズバンダリートレーニング（受診動作訓練）の様子が頻回に公開されており、一般市民が動物福祉を知る機会となった。
大創出版『こどもしゃしんブックどうぶつ』にライオンとして写真が掲載。黄金町バザールでは、SUZUKIMIさんにより、牛乳パックやペットボトルを使って動物を描き、人間の消費活動に対して疑問を投げかける作品に描かれポストカードとしても販売された。
2024年6月30日　腎不全のため死亡。
人工哺育で多くの飼育員、市民に愛され、死亡後には各飼育員がその思いをブログに綴った。ライオン舎では、ありがとうラージャー展が開かれ多くのファンが別れを惜しんだ。
2024年7月には、リト＠葉っぱ切り絵さんによる初の動物園コラボイベントが開催、講談社『葉っぱ切り絵いきものずかん』の表紙には、扇風機に正面からあたるのが大好きだったラージャーと思われるライオンと扇風機が描かれている。
ラージャーの誕生以降、インドライオンの日本国内での繁殖はなく、その死後、2024年9月現在、野毛山動物園で飼育しているライオンはいなくなり、日本国内でインドライオンに会える動物園はよこはま動物園ズーラシアのみとなった。